# Depot von Tuchlovice
Das Depot von Tuchlovice (auch Hortfund von Tuchlovice) ist ein Depotfund der frühbronzezeitlichen Aunjetitzer Kultur aus Tuchlovice im Středočeský kraj, Tschechien. Es datiert in die Zeit zwischen 2000 und 1800 v. Chr. Das Depot befindet sich heute im Museum von Kladno.

## Fundgeschichte
Das Depot wurde erstmals 1913 erwähnt. Das Datum des Funds, die Fundumstände und die genaue Fundstelle sind unbekannt.

## Zusammensetzung
Das Depot besteht aus zwei Bronzegegenständen, die Tilmann Vachta beide als Ösenhalsringe klassifiziert, Václav Moucha hingegen als einen Ösenhalsring und einen Ringbarren. Da sich beide Stücke sowohl in ihrer Form als auch durch ihre Patina deutlich unterscheiden, ist unklar, ob sie tatsächlich zusammen gefunden wurden.